# 明度

マンセル表色系の3つの色相。各色は上から下までバリュー（明度）が変化する。

明度（めいど、英語: lightness）とは、色の明るさを表す尺度であり、色相・彩度とともに色の三属性のひとつである。
色の明るさは、物体色と光源色では扱いが異なる。明度（lightness）は物体色のみに適用できる明るさの尺度であり、光源色では使われない。明度は、物理学的にいうと物体の分光反射率に対応するため、1あるいは100という上限がある。光源色の場合は、絶対的な明るさを表す輝度（luminance）やブライトネス（brightness）という別の尺度が使われ、これらは物理学的にいうと光の強度であり、上限がない。。
明度は、物体の輝度{\displaystyle (L)}が引き起こす視覚が知覚する明るさである。多くの場合、同様に照らされた周囲の物体と比較して判断される。測色法と色の見えモデルでは、明度は、照明された色が標準観測者にどのように見えるかを表したものである。輝度は光の強度を線形で表すが、明度はその光に対する人間が知覚する明るさの度合いを線形で表す。
人間の明度の知覚は光の強度に対して非線形であるため、この区別は重要である。光の量を2倍にしても、知覚される明るさ感は2倍にならず、少ししか増加しない。
知覚される明度の記号は通常、CIECAM02で使用される{\displaystyle J}またはCIELABおよびCIELUVで使用される{\displaystyle L^{*}}のいずれかである。心理計測明度{\displaystyle L^{*}}(エルスターと読む) は、輝度に使用される{\displaystyle L}と混同しないように注意が必要である。また、マンセル表色系では、明度は「バリュー（Value）」と呼ばれる。
キアロスクーロとテネブリズムはどちらも、明度（バリュー）の劇的なコントラストを利用して芸術のドラマ性を高めている。画家は、シェーディング、つまり明度（バリュー）の微妙な操作を使用することもある。

## 異なる色空間における明度
マンセル表色系、HCL色空間、CIELABなどの一部の色空間または表色系では、明度（バリュー）は無彩色で最大および最小の制限を制約し、色相および彩度とは無関係に動作する。たとえば、マンセルバリューの0は「純粋な黒」でマンセルバリューの10は「純粋な白」である。したがって、色相が識別できる色は、これらの両極端の間のバリューを持つ。
減法混色モデル（塗料、染料、インクなど）では、白、黒、または灰色をそれぞれ追加することで、さまざまな色調を通じて色の明度が変化する。これにより彩度も低下する。
HSL色空間とHSV色空間では、表示される輝度は、特定の明度値の色相および彩度に対して相対的である。言い換えれば、明度値は、実際に表示される輝度またはその知覚を表すものではない。どちらのシステムも座標に3成分を使用しており、多くの3成分を同じ色にマッピングできる。
HSV色空間では、値が0のすべてのトリプルは純粋な黒である。色相と彩度が一定に保たれている場合、値を大きくすると輝度が増加し、値1が特定の色相と彩度で最も明るい色になる。HSLも同様ですが、明度1のすべてのトリプルが純白であることが異なる。どちらのモデルでも、すべての純粋な飽和色は同じ明度または値を示すが、これは色相によって決定される表示される輝度とは関係ない。つまり、明度の値が特定の数値に設定されている場合でも、黄色は青よりも輝度が高くなる。
HSL色空間、HSV色空間、および同様の空間は、単一の色を選択または調整するのに十分な役割を果たすが、知覚的には均一ではない。これらは、コンピューター技の性能が低かった時代につくられたため、計算が単純な一方で精度を犠牲にしている。
カラー画像から色相、彩度、明度といった成分を抽出する場合、色空間によって大きく異なる結果になりうる。たとえば次の炎の画像を見てください(図1)。元画像は、sRGB色空間のカラー画像である。CIELAB色空間の{\displaystyle L^{*}}は、CIE XYZ色空間の輝度{\displaystyle Y}から導き出される知覚的に均一な明度を表す。これは知覚される明るさが元のカラー画像と似ている。ルーマ{\displaystyle (Y^{\prime })}は、{\displaystyle (Y^{\prime }IQ)}や{\displaystyle (Y^{\prime }UV)}といった一部のビデオ符号化システムにおけるガンマエンコードされた輝度成分である。これはほぼ似ているが、高彩度で異なり、線形輝度の無彩色信号{\displaystyle Y}や非線形の明度{\displaystyle L^{*}}からも大きく異なる。HSL色空間の{\displaystyle L}とHSV色空間の{\displaystyle V}は知覚の明度に均一ではなく、輝度に関して均一でもない。